# Tykism

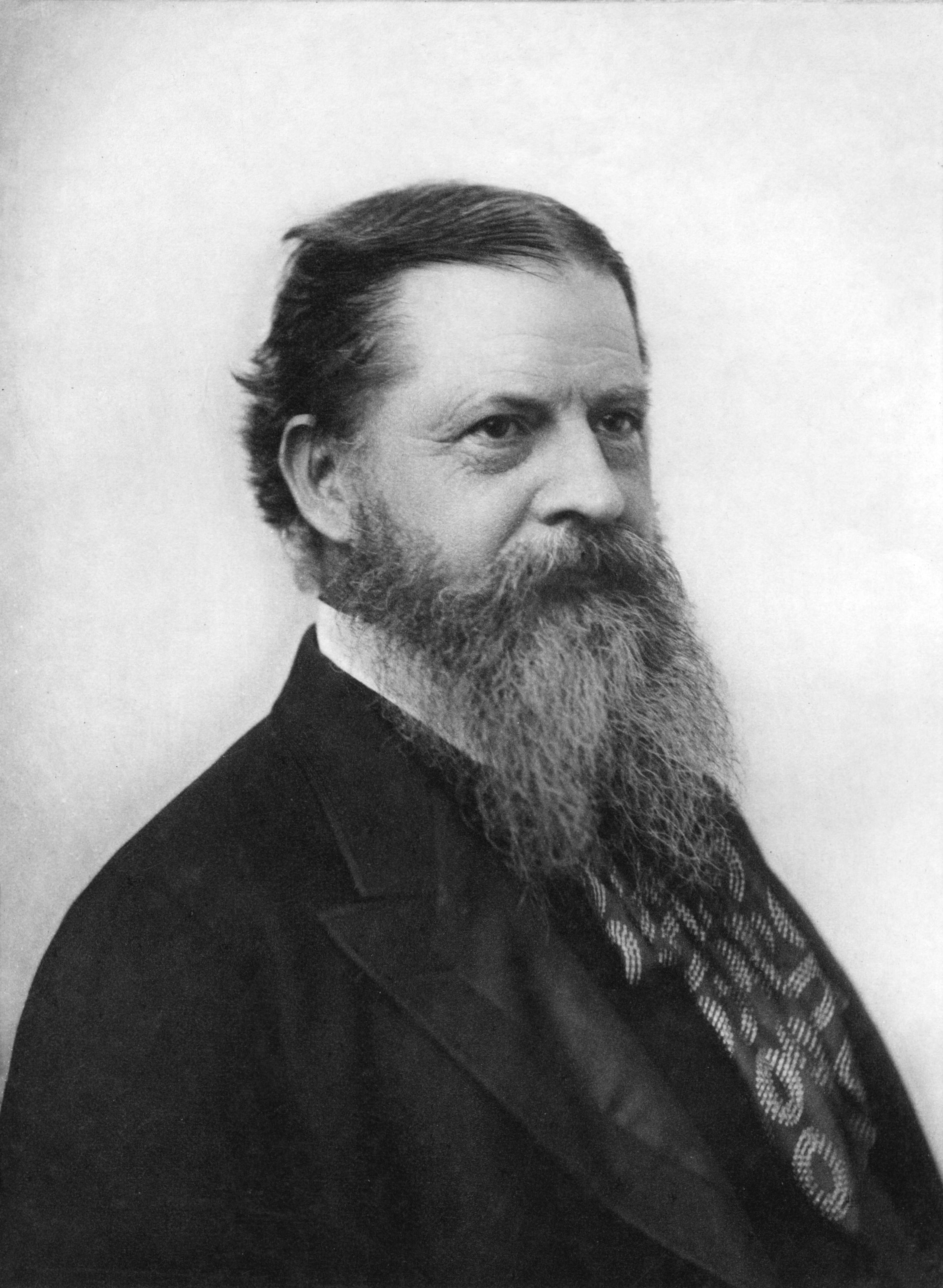
Charles Peirce, som lanserade tykismen som teori.

Tykism (av grekiska τύχη ’träff, chans’) är läran om att världshistorien är bestämd av tillfälligheter, hävdad av bland andra av den amerikanske filosofen Charles Peirce, som menar att absolut slump, eller indeterminism, är en verklig faktor verksam i universum. Denna doktrin utgör en central del av Peirces omfattande evolutionära kosmologi. Det kan betraktas som både den raka motsatsen till Albert Einsteins ofta citerade påstående att: "Gud spelar inte tärning med universum" och en tidig filosofisk förväntan på Werner Heisenbergs osäkerhetsprincip.

## Avhandlingen
I sin teori om tykism försökte Peirce förneka den centrala positionen i nödvändighetsläran som hävdar att "det tillstånd av saker som existerar när som helst, tillsammans med vissa oföränderliga lagar, helt bestämmer sakernas tillstånd vid varje annan tidpunkt." Ett av necessitarianernas huvudargument är att deras position innebär en förutsättning för all vetenskap. Peirce attackerar denna idé och hävdar: "Att 'postulera' ett förslag är inte mer än att hoppas att det är sant." Således öppnas en väg som tillåter slumpens inträde som en fundamental och absolut enhet.
Peirce hävdar naturligtvis inte att det inte finns någon lag i universum. Tvärtom hävdar han att en absolut slumpmässig värld skulle vara en motsägelse och därmed omöjlig. Total brist på ordning är i sig en sorts ordning. Den ståndpunkt han förespråkar är snarare att det finns i universum både regelbundenheter och oegentligheter.
För att förklara närvaron av en sådan universell "lag" föreslår Peirce en kosmologisk evolutionsteori där lagen utvecklas av slump. Hypotesen att regelbundenhet ständigt utvecklas på grund av oegentlighet tycktes honom ha avgjorda fördelar, inte minst dess förklaring av "varför lagar inte exakt eller alltid följs, för det som fortfarande är i en utvecklingsprocess kan inte antas vara absolut fast."
I en artikel publicerad i The Monist för januari 1891, försökte jag visa vilka idéer som borde utgöra varp i ett filosofiskt system, och betonade särskilt det absoluta slumpen. I numret av april 1892 argumenterade jag ytterligare för det sättet att tänka, som det kommer att vara bekvämt att döpa till tykism (av tyché, chans). En seriös student i filosofi kommer inte att ha någon brådska att acceptera eller förkasta denna doktrin, men han kommer att i den se en av de främsta attityder som spekulativt tänkande kan inta, eftersom han känner att det inte är för en individ eller för en tidsålder att uttala sig om en grundläggande filosofisk fråga. Det är en uppgift för en hel era att lösa. Jag har börjat med att visa att tykism måste föda en evolutionär kosmologi, där alla naturens och sinnets regelbundenheter betraktas som produkter av tillväxt, och till en Schelling-formad idealism som anser att materia bara är specialiserat och delvis dödat sinne." - CS Peirce, "The Law of Mind", 1892.

### Underlag
I ett försök att ge en förklaring av några av universums mer allmänna observerbara egenskaper, formulerar Peirce fyra skäl till stöd för sin hypotes:
1. Tillväxt och ökande komplexitet
2. Variation och mångfald
3. Regelbundenhet (naturlagar)
4. Sinne/medvetande/känsla[5]

Han ber oss sedan att överväga hur dessa egenskaper möjligen skulle kunna förklaras av en strikt bestämd, mekanistisk teori om alltings väg.

## Evolution

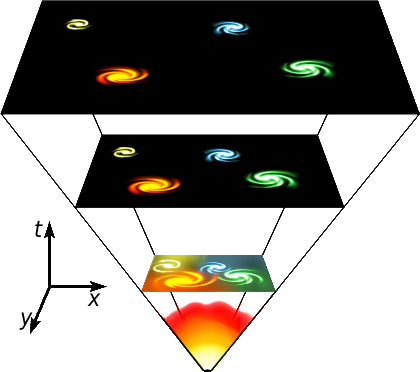
Evolutionen börjar

Peirce observerade mycket skarpt att alla vetenskapligt genomförbara evolutionsteorier är baserade på tykistiska formuleringar.
Herbert Spencer hade hävdat att evolutionen var ett oundvikligt uppåtgående framsteg som drivs av lagen om bevarande av energi. Peirce avvisade denna idé och påpekade att energibesparing, liksom andra lagar i klassisk fysik, är tidssymmetrisk. När han vänder sig till Darwin påpekar han att den grundläggande drivkraften bakom hans teori är oavsiktlig variation, och noterar att "Darwinistisk evolution är evolution genom slumpens funktion och förstörelsen av dåliga resultat." Till och med Clarence Kings och andras katastrofism, som postulerar en acceleration i evolutionär förändring via plötsliga miljöförskjutningar, faller naturligt under rubriken tykism.
Denna evolutionära aspekt av tykism tvingar Peirce att expandera Darwins syn till en kosmologisk nivå, och skickar dess operationer tillbaka till universums ursprung under den reglerande principen av hans synekism.